# Ordinariato para los fieles de rito oriental en Francia
El ordinariato para los fieles de rito oriental en Francia (en latín: Galliae y en francés: Ordinariat des Catholiques des Églises Orientales résidant en France) es una circunscripción eclesiástica de la Iglesia católica en Francia. Se trata de un ordinariato oriental, inmediatamente sujeto a la Santa Sede. Desde el 7 de mayo de 2022 su ordinario es el arzobispo Laurent Ulrich.

## Territorio y organización

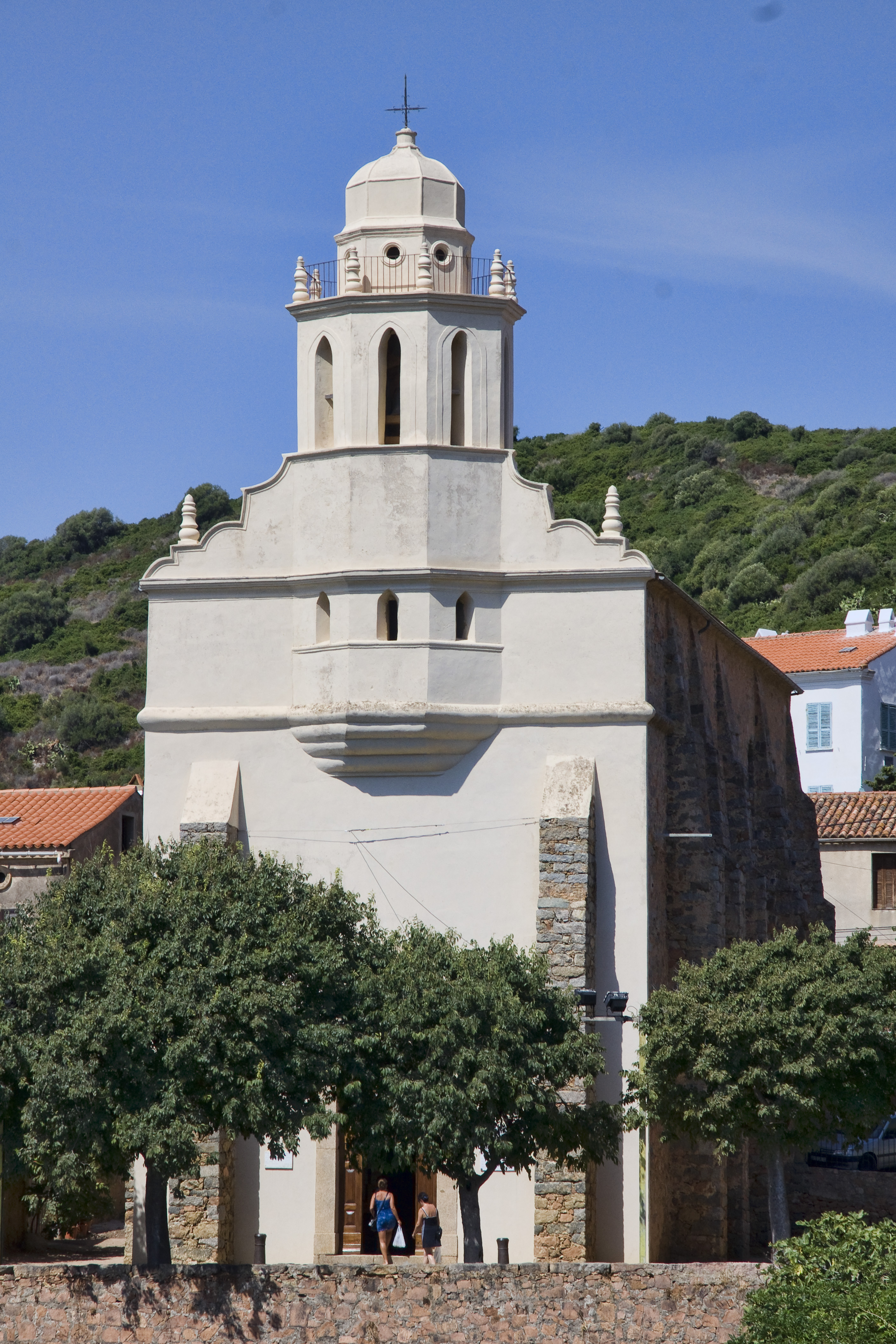
Iglesia griega de Cargese, en Córcega

El ordinariato tiene 675 417 km² y extiende su jurisdicción sobre los fieles católicos de ritos orientales residentes en todo el territorio de Francia, a excepción de los fieles de las Iglesias armenia, greco-católica ucraniana y maronita. 

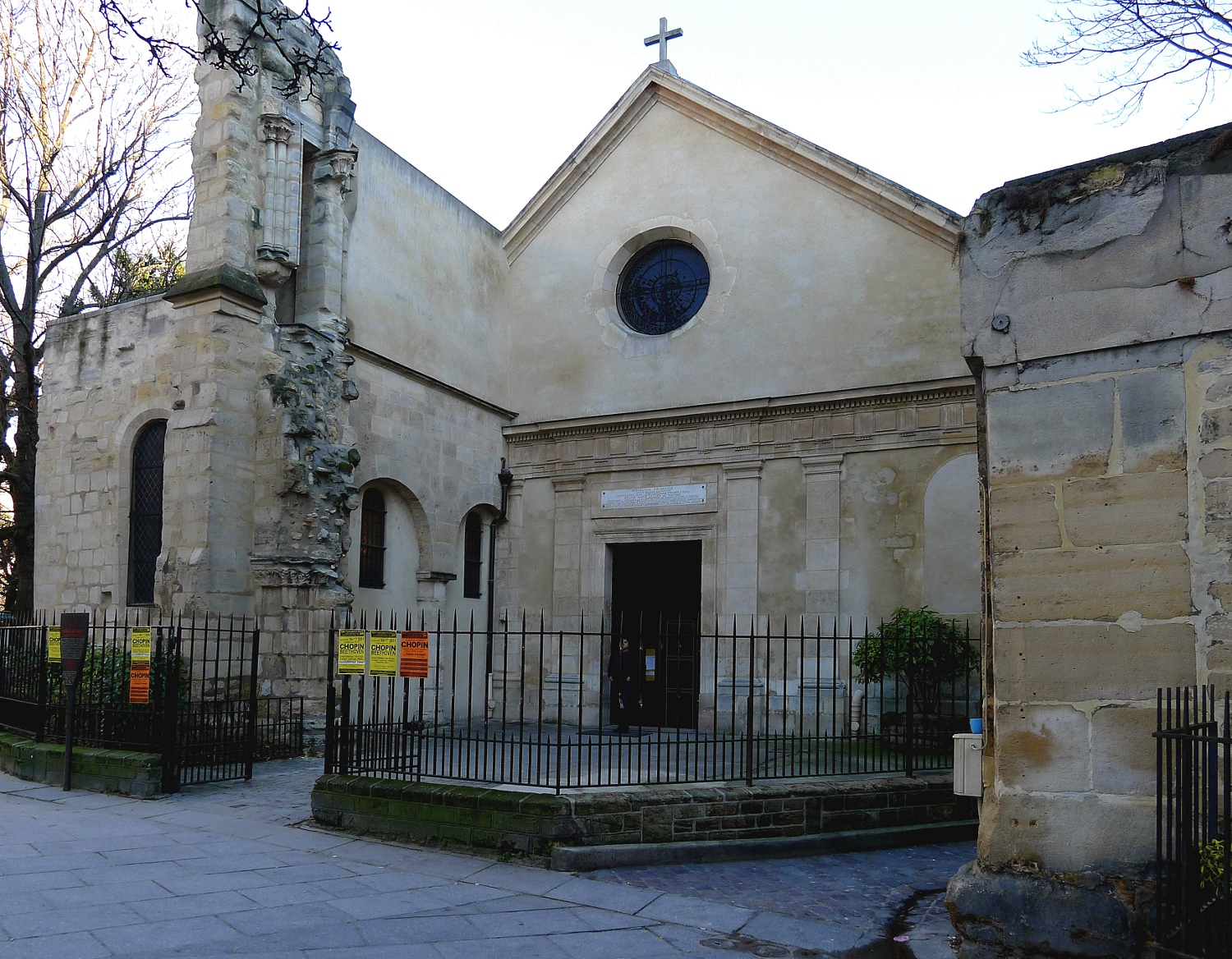
Iglesia melquita Saint-Julien-le-Pauvre, en París

La sede del ordinariato se encuentra en la ciudad de París.

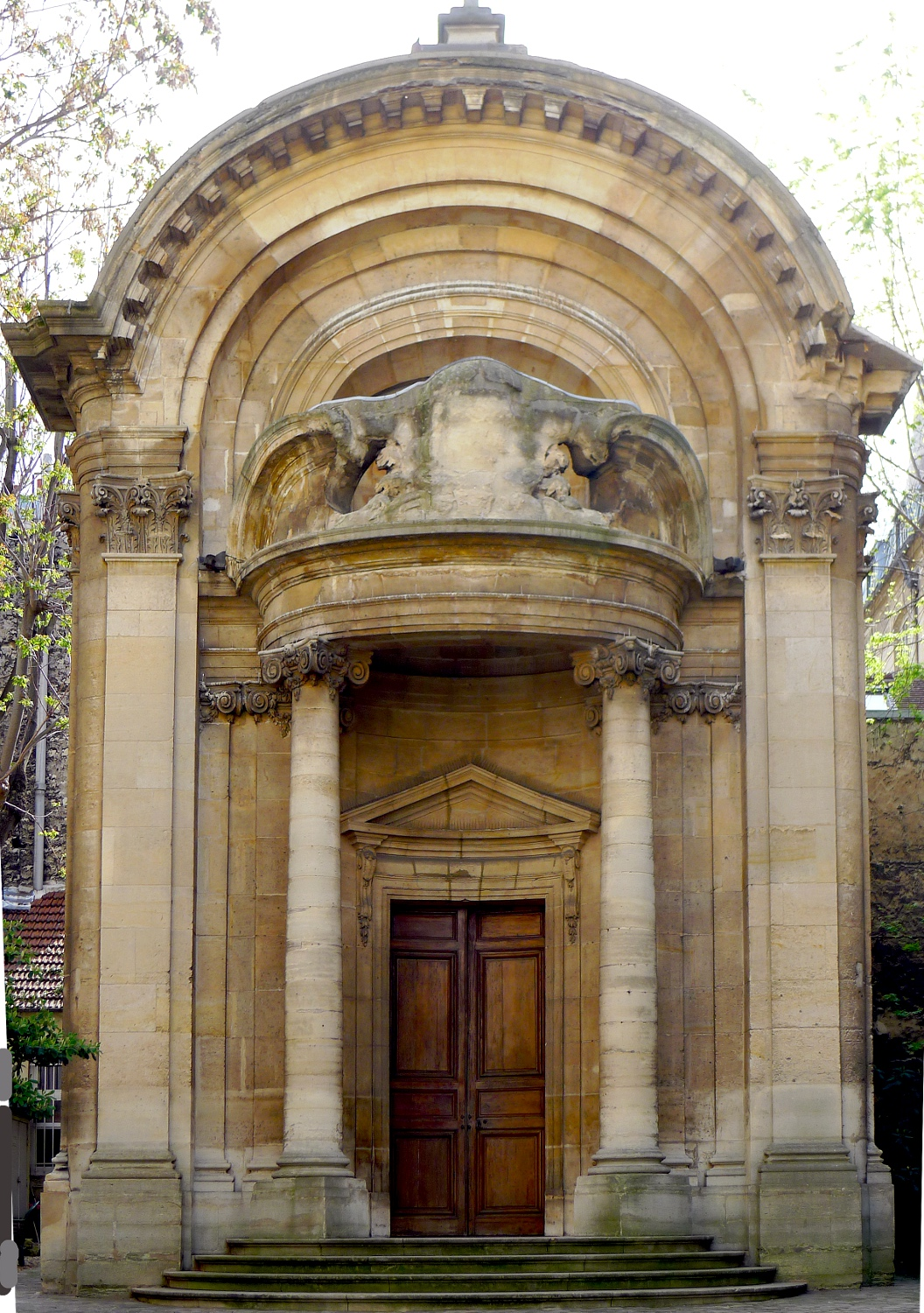
Iglesia siríaca de Sant'Efrem, en París

En 2021 en el ordinariato oriental existíaa 5 parroquias:
- Perteneciente a la Iglesia católica caldea:[3]
  - parroquia St. Thomas l'Apôtre, en Sarcelles (Paroisse chaldéenne)
  - parroquia Église Notre-Dame de Chaldée',' en París (Paroisse chaldéenne)
  - parroquia Eglise Notre-Dame de Chaldée, en Marsella (Paroisse chaldéenne)
  - comunidad caldea Eglise Saint-Ephrem des Chaldéens - Saint Joseph de Vaulx-en-Velin (Communauté chaldéenne)
- Perteneciente a la Iglesia católica copta:
  - misión copta Chapelle Notre-Dame d'Égypte, en París (Mission copte)
- Perteneciente a la Iglesia católica greco-melquita:
  - parroquia Saint-Julien-le-Pauvre, en París[4] (Paroisse grecque-melkite)
  - parroquia Église Saint-Nicolas de Myre, en Marsella[5] (Paroisse grecque-melkite)
- Perteneciente a la Iglesia greco-católica rumana:
  - parroquia Église Saint-Georges, en París (Paroisse roumaine)
- Perteneciente a la Iglesia greco-católica rusa:
  - parroquia Église de la Sainte-Trinité, en París (Paroisse russe)
  - parroquia Église Saint-Irènée, en Lyon (Paroisse catholique de rite byzantin) Existe también el monasterio Foyer oriental Saint-Basile en Lyon
- Perteneciente a la Iglesia católica siria:
  - parroquia Église Saint-Ephrem, en París (Paroisse syriaque)
- Perteneciente a la Iglesia católica bizantina griega:
  - parroquia Église Saint-Spiridon en Cargese, Córcega (Paroisse grecque-hellène)
- Perteneciente a la Iglesia siro-malabar:
  - comunidad siro-malabar en la Mission étrangère de Paris, en París (Communauté syro-malabare)

## Historia
Desde 1922 existió en la arquidiócesis de París una administración diocesana para extranjeros, que fue colocada bajo la autoridad de un obispo auxiliar. El elevado número de inmigrantes de Oriente Medio hizo que el arzobispo en diciembre de 1953 creara ocho parroquias orientales en París. Pero la cuestión no era sólo de la capital francesa, sino que según el censo de 1954 residían legalmente en Francia unos 50 000 católicos pertenecientes a diversos ritos orientales.
A principios de 1954 la Comisión Episcopal para los extranjeros elaboró un informe sobre la situación de los orientales de Francia y la oportunidad de crear una coordinación entre ellos. Estas consideraciones llevaron a la Santa Sede a erigir el ordinariato para los fieles de rito oriental 27 de julio de 1954 con el decreto Nobilis Galliae Natio de la Congregación para las Iglesias Orientales, que contiene lo esencial de una decisión ex audientia del papa Pío XII del 16 de junio de 1954.
Originalmente, el ordinariato tenía jurisdicción sobre todos los católicos de rito oriental residentes en Francia; más tarde, por la creación de su propia jerarquía perdió jurisdicción sobre:
- los fieles armenios al erigirse el exarcado apostólico de Francia para los fieles de rito oriental armenio (hoy eparquía de Santa Cruz de París) el 22 de julio de 1960 mediante la bula Sacratissima del papa Juan XXIII;[11]
- los fieles greco-católicos ucranianos al erigirse el exarcado apostólico para los fieles ucranianos de rito bizantino residentes en Francia (hoy eparquía de San Vladimiro el Grande de París) el 22 de julio de 1960 mediante la bula Aeterni Pastoris del papa Juan XXIII;[12]
- los fieles maronitas al erigirse la eparquía de Nuestra Señora del Líbano de París el 21 de julio de 2012 mediante con la bula Historia traditiones del papa Benedicto XVI.[13]

## Estadísticas
Según el Anuario Pontificio 2022 el ordinariato tenía a fines de 2021 un total de 25 170 fieles bautizados.
| Año                                                                             | Población            | Población | Población      | Sacerdotes | Sacerdotes    | Sacerdotes    | Bautizados por sacerdote | Diáconos permanentes | Religiosos | Religiosos | Parroquias |
| Año                                                                             | Bautizados católicos | Total     | % de católicos | Total      | Clero secular | Clero regular | Bautizados por sacerdote | Diáconos permanentes | Varones    | Mujeres    | Parroquias |
| ------------------------------------------------------------------------------- | -------------------- | --------- | -------------- | ---------- | ------------- | ------------- | ------------------------ | -------------------- | ---------- | ---------- | ---------- |
| 1961                                                                            | 6009                 | ?         | ?              | 22         | 15            | 7             | 273                      |                      | 7          |            | 10         |
| 1975                                                                            | 9500                 | ?         | ?              | 40         | 34            | 6             | 237                      |                      | 7          | 66         | 13         |
| 1985                                                                            | 45 000               | ?         | ?              | 51         | 40            | 11            | 882                      | 3                    | 11         | 70         | 13         |
| 2000                                                                            | 41 000               | ?         | ?              | 76         | 41            | 35            | 539                      | 3                    | 35         | 25         | 10         |
| 2001                                                                            | 47 420               | ?         | ?              | 71         | 37            | 34            | 667                      | 4                    | 38         | 25         | 10         |
| 2002                                                                            | 45 000               | ?         | ?              | 72         | 35            | 37            | 625                      | 4                    | 41         | 37         | 10         |
| 2003                                                                            | 45 000               | ?         | ?              | 73         | 37            | 36            | 616                      | 4                    | 40         | 40         | 10         |
| 2004                                                                            | 45 000               | ?         | ?              | 73         | 37            | 36            | 616                      | 4                    | 40         | 40         | 10         |
| 2009                                                                            | 125 000              | ?         | ?              | 35         | 24            | 11            | 3571                     | 2                    | 31         | 28         | 14         |
| 2013                                                                            | 127 000              | ?         | ?              | 17         | 17            |               | 7470                     | 2                    | 10         | 18         | 11         |
| 2016                                                                            | 25 000               | ?         | ?              | 36         | 33            | 3             | 694                      | 2                    | 13         | 16         | 11         |
| 2019                                                                            | 25 100               | ?         | ?              | 36         | 33            | 3             | 697                      | 11                   | 24         | 16         | 5          |
| 2021                                                                            | 25 170               | ?         | ?              | 36         | 33            | 3             | 699                      | 5                    | 13         | 15         | 5          |
| Fuente: Catholic-Hierarchy, que a su vez toma los datos del Anuario Pontificio. |                      |           |                |            |               |               |                          |                      |            |            |            |

## Episcopologio

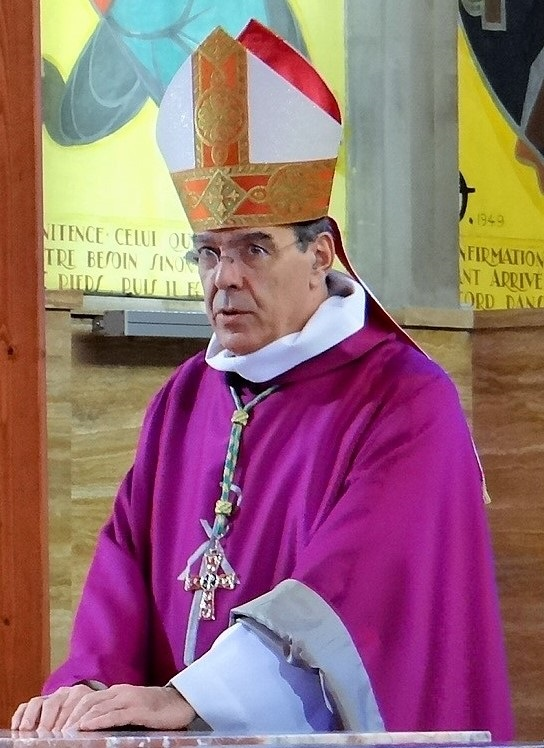
Ordinario Michel Aupetit

El oficio de ordinario está confiado al arzobispo pro tempore de París, con la facultad de nombrar uno o más vicarios generales (protosincelos) para los fieles orientales.
- Maurice Feltin † (16 de junio de 1954-1 de diciembre de 1966 retirado)
- Pierre Marie Joseph Veuillot † (1 de diciembre de 1966-14 de febrero de 1968 falleció)
- Gabriel Auguste François Marty † (29 de marzo de 1968-31 de enero de 1981 retirado)
- Jean-Marie Lustiger † (12 de marzo de 1981-14 de marzo de 2005 retirado)
- André Armand Vingt-Trois (14 de marzo de 2005-7 de diciembre de 2017 retirado)
- Michel Aupetit (8 de enero de 2018-7 de diciembre de 2021 renunció)
- Laurent Ulrich, desde el 7 de mayo de 2022